# Josef Hornauer
Josef Hornauer (Monaco di Baviera, 14 gennaio 1908 – Monaco di Baviera, 12 dicembre 1985) è stato un calciatore tedesco, di ruolo attaccante.